# Pogostemon elatispicatus
Pogostemon elatispicatus là một loài thực vật có hoa trong họ Hoa môi. Loài này được Bhoti & Ingr. miêu tả khoa học đầu tiên năm 1997.